# Brigitte Holzapfel
Brigitte Elisabeth Holzapfel (* 10. April 1958 in Krefeld, Nordrhein-Westfalen), verheiratete Brigitte Elisabeth Kurschilgen, ist eine ehemalige deutsche Hochspringerin, die für die Bundesrepublik startend bei den Europameisterschaften 1978 die Bronzemedaille gewann (1,95 m; deutscher Rekord der Bundesrepublik).
Sie startete auch bei den Olympischen Spielen 1976 (Platz elf: 1,87 m) und den Olympischen Spielen 1984 (Platz elf: 1,85 m).
Bei den Deutschen Mehrkampfmeisterschaften 1975 in Lübeck hatte Holzapfel das unzulässige Medikament Novadral mit dem α-Sympathomimetikum Norfenefrin eingenommen, wurde vom Präsidium des Deutschen Leichtathletik-Verband (DLV) jedoch nicht wegen Dopings bestraft.
Bei den Junioreneuropameisterschaften 1975 wurde sie Siegerin im Fünfkampf (4450 Punkte: 14,68 s – 12,10 m – 1,86 m – 6,33 m – 24,66 s) und Dritte im Hochsprung (1,80 m).
Bei Deutschen Meisterschaften gewann sie als Hochspringerin zwei Meistertitel, zwei Vizemeisterschaften und drei Mal die Bronzemedaille. In der Halle war sie dreimalige Titelträgerin und errang sechs Mal die Vizemeisterschaft. Zudem gewann sie eine Goldmedaille bei der Mannschaftswertung im Siebenkampf.
Brigitte Holzapfel ist 1,83 m groß und wog in ihrer aktiven Zeit 64 kg. Sie startete zunächst für den Sportverein Preussen Krefeld, später für TuS 04 Leverkusen, LG Bayer Leverkusen, TV Wattenscheid und LAV Düsseldorf.
Nach ihrer aktiven Laufbahn wurde sie Trainerin. Neben ihrer Tätigkeit bei der LG Olympia Dortmund übernahm sie zudem das Amt der Hochsprung-Bundestrainerin beim DLV. Holzapfel ist mit Thomas Kurschilgen verheiratet, der seit 2009 Sportdirektor des DLV ist. Sie haben zwei Kinder.

## Persönliche Bestleistungen
- Hochsprung: 1,95 m, 12. August 1978, Köln
  - Halle: 1,94 m, 25. Januar 1985, Simmerath